# Calcare di Altamura
Si tratta di una monotona sequenza di calcari micritici microfossiliferi e di calcari dolomitici in sequenze irregolari o cicliche, ben stratificate, di colore biancastro o grigio avana, di età Senoniano; a diverse altezze della successione si rinvengono banchi di calcare granulare con abbondanti gusci di rudiste.  
I calcari affiorano in strati o in banchi, a volte a struttura laminare di qualche centimetro (chiancarelle).
In particolare l'ammasso roccioso risulta interessato da piani di fratturazione e fessurazione da suborizzontali a subverticali, con giunti riempiti di “terra rossa”, nonché da un accentuato stato di carsificazione con a luoghi livelli intensamente laminati, intercalati a fasce intensamente fagliate in cui i caratteri strutturali dei calcari risultano completamente cancellati, con cavità carsiche riempite di “terre rosse”. 
A diverse altezze stratigrafiche, si  osservano strati  dolomitici riconoscibili in campagna per il colore grigio e l'ineffervescenza con l'acido cloridrico diluito. Tali strati hanno delle ottime caratteristiche meccaniche, pertanto, particolarmente difficoltosa può risultare l'escavazione.
L'ammasso calcareo si presenta ricco di fessure e fratture (diaclasi), tali discontinuità fisiche possono essere associate a due famiglie all'incirca perpendicolari tra loro, con andamento da suborizzontale (giunti di stratificazione) a subverticali (fratture).
Tali discontinuità subverticali, di larghezza variabile da 3cm a 1m, suddividono l'ammasso calcareo in grossi poliedri di lato variabile da  1m a 8m.
Tra gli strati e le fratture è possibile rinvenire orizzonti di prodotti residuali (“terre rosse”) con spessori ridotti (0,5-20cm), che in alcuni casi superano il metro di spessore. 
La parte superficiale dell'ammasso carbonatico si presenta, generalmente alterata e carsificata; inoltre, nei primi metri di profondità, è possibile riscontrare fratture beanti (larghe anche più di un metro con presenza di sacche terra rossa) che si serrano, per la maggior parte, entro i primi metri di profondità dal piano campagna.
L'ammasso si presenta molto anisotropo, non è raro rinvenire, a vari livelli, sacche di calcare farinoso, calcare a rudiste e/o vacuoli di dimensioni metriche in prevalenza riempiti di “terra rossa” o da calcite di ricristallizzazione.
Il Calcare di Altamura presenta i caratteri tipici di sedimentazione in ambiente di piattaforma carbonatica soggetta a subsidenza compensata di mare molto basso e caldo.